# Raffaele Armando Califano Mundo

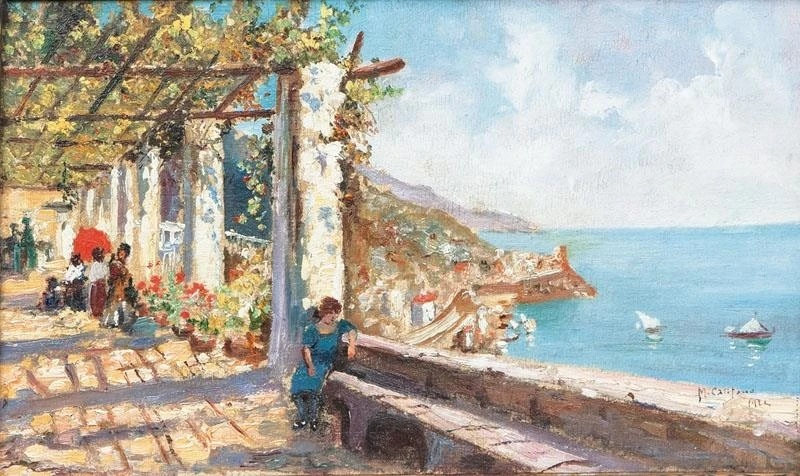
Pergolato con fiori a Capri, olio su tela, 1922

Raffaele Armando Califano Mundo (Napoli, 23 dicembre 1857 – Napoli, 1930) è stato un pittore italiano.

## Biografia
Si formò nell'atelier del pittore ed acquarellista napoletano Giovanni Giordano Lanza (1827–1889), s'iscrisse poi all'Accademia di belle arti di Napoli e si perfezionò quindi nell'atelier dello scultore Stanislao Lista. Si distinse come pittore di scene di genere, di paesaggi dipinti con colori tenui e delicati, di animate vedute d'interni. Espose alla Mostra nazionale di belle arti di Torino del 1880 e all'Esposizione nazionale di belle arti del 1881, a Napoli.
Fu presente alle mostre della Promotrice di Napoli, dal 1879 al 1911. Nel 1866 si mise in evidenza col dipinto In riva al Sarno ed espose proprie opere a Genova nel 1882 e a San Pietroburgo nel 1888. Il suo olio su tela Mario fu presentato nel 1882 a Berlino; il dipinto Causeries fu acquistato da Augusto Riccardi che era console dell'Impero Austro-Ungarico a Napoli; l'opera Casetta Farnese fu accolta nel 1889 alla Mostra Promotrice di Napoli e la Preghiera nella Moschea fu presentata alla Permanente di Roma.
Alla Galleria dell'Accademia si conserva il suo dipinto Interno della Cappella del Crocefisso in San Domenico Maggiore, olio su tela, 70x60 cm, 1900.
Raffaele Armando Califano Mundo pubblicò articoli di critica d'arte e manuali di didattica per studenti di belle arti. Nel 1902 fu nominato professore onorario dell'Accademia di belle arti di Napoli.

### Suoi scritti
- Manuale della pittura a guazzo e a tempera, Napoli, Fabricatore, 1910, SBN RAV1171512.
- Manuale della pittura a miniatura e ad acquerello, Napoli, Fabricatore, 1910, SBN RAV1170920.
- Manuale della pittura ad alluminuria e a pastello, Napoli, Fabricatore, 1911, SBN RAV1318900.
- Manuale della pittura a encaustica e a fresco, Napoli, Fabricatore, 1911, SBN RAV1171515.
- Manuale dei colori, Napoli, Tip. S./A. C. A. R. T. A., 1933, SBN CUB0147348.
- Manuale della pittura ad olio, terza edizione, Napoli, I.T.E.A., 1938, SBN AQ10035875.